# L'impero del sole (film 1955)
L'impero del sole è un film del 1955 diretto da Enrico Gras, Mario Craveri e Giorgio Moser.

## Trama
Strutturato come un documentario, il film descrive diverse parti del Perù e si sofferma su usi e costumi delle popolazioni che le abitano, discendenti di quelle che popolavano l'impero degli Incas.

## Distribuzione
Il film è uscito nei cinema nel febbraio 1956.

## Riconoscimenti
- David di Donatello 1957
  - miglior produttore a Renato Gualino
- 1957 - Nastro d'argento
  - Miglior fotografia (Mario Craveri)